# 龍門里 (貢寮區)
龍門里為台灣新北市貢寮區轄下之里，面積3.1096平方公里。龍門核能發電廠（俗稱核四廠）即以位於此地而命名。